# Маркизский язык
Маркизский язык (маркизские языки) (’Eo ’Enana, ‘E‘o ‘Kenata) — полинезийский язык, а точнее группа полинезийских диалектов. Единственный из языков архипелагов Французской Полинезии, не вытесненный таитянским. Входит в маркизский кластер восточно-полинезийских языков, включающий также гавайский и мангареванский. Маркизский, в отличие от, например, тубайского используется жителями своего архипелага и в повседневной жизни (вместо таитянского). Вурм и Хаттори (1981) перечисляют северный и южный диалекты как отдельные языки.

## Генеалогическая и ареальная информация
Маркизский язык как совокупность восточно-центральных диалектов маркизской группы подразделяется на северный диалект (3400 говорящих) и на южный (2100 говорящих) по географическому принципу. На северном диалекте говорят на островах Нуку-Хива, Уа-Пу, Уа-Хука, а на южном диалекте — на островах Тахуата, Фату-Хива, Хива-Оа. Также северный маркизский имеет диалекты нуку-хива, уа-пу, уа-хука, хатуту, а южный маркизский — тахуата, фату-хива, хива-оа. Родной маркизский язык принадлежит к восточноокеанской ветви к группе австронезийской языковой семьи.

## Социолингвистическая информация
Число носителей маркизского языка составляет 5500. Так как официальным языком маркизских островов является французский, маркизсцы всё чаще склоняются к его использованию дома. Данное обстоятельство способствует неизбежному исчезновению маркизского языка.

## Типологическая характеристика
Тип выражения грамматических значений
Маркизский язык является аналитическим.
| te     | maakau | nei |
| ------ | ------ | --- |
| DEF    | think  | PS  |
| думать |        |     |

| te                     | maakau | nei | au    | i      | tuu | kui    |
| ---------------------- | ------ | --- | ----- | ------ | --- | ------ |
| DEF                    | think  | PS  | about | STATAG | my  | mother |
| Я думаю о своей матери |        |     |       |        |     |        |

Характер границы между морфемами
Маркизский язык следует отнести к изолирующим языкам, т. к. соотношение количества морфем к слову стремится к единице. Слова состоят из одного корня.
| u          | hanau |
| ---------- | ----- |
| IN         | born  |
| был рождён |       |

| u                     | hanau | au | I      | Hakehatau |
| --------------------- | ----- | -- | ------ | --------- |
| IN                    | born  | I  | STATAG | Hakehatau |
| Я родился в Хакехатау |       |    |        |           |

u hanau au I Hakehatau (Я родился в Хакехатау)
Локус маркирования
В посессивной именной группе - зависимостное маркирование.
| Úa                    | tihe   | mai    | te  | vahana  | a  | tenei | gə= | vehine |
| PRF                   | arrive | hither | DEF | husband | of | this  | PL  | woman  |
| Муж этих жён приехал. |        |        |     |         |    |       |     |        |

| Úa                              | tau  | ma   | ùka | o  | te  | haè   |
| ------------------------------- | ---- | ---- | --- | -- | --- | ----- |
| PRF                             | land | path | top | of | DEF | house |
| (Он) приземлился на крышу дома. |      |      |     |    |     |       |

В предикации вершинное маркирование.
| …ùa                                           | ìò    | i      | -a | Tainaivao | è     | tama | na             | Pekapeka… |
| --------------------------------------------- | ----- | ------ | -- | --------- | ----- | ---- | -------------- | --------- |
| PFV                                           | taken | STATAG | PS | Tainaivao | INDEF | son  | of (belong to) | Pekapeka  |
| (она) была похищена Тайнайвао, сыном Пекапеки |       |        |    |           |       |      |                |           |

| À                      | too  | tēnei | vaka  | no  | koe |
| ---------------------- | ---- | ----- | ----- | --- | --- |
| IMP                    | take | this  | canoe | for | 2Sg |
| Возьми это каноэ себе. |      |       |       |     |     |

#### Тип ролевой кодировки
В маркизском языке аккузативно-номинативная ролевая кодировка.
Клауза с одноместным глаголом:
| “Te pe 'autina au 'ia ia. ” | “Te pe 'autina au 'ia ia. ” | “Te pe 'autina au 'ia ia. ” | “Te pe 'autina au 'ia ia. ” |
| --------------------------- | --------------------------- | --------------------------- | --------------------------- |
| Я сказал ей.                |                             |                             |                             |

Клауза с одноместным глаголом с пациенсом:
| “Te 'itetina ohua ha'atepei'u, 'u koakoa ihua 'enata.”                      |
| --------------------------------------------------------------------------- |
| Когда предводительница увидела его, она пришла в восторг от этого человека. |

Клауза с двухместным глаголом:
| “ 'Ohia u peipei te kai, 'u pe 'au.                           |
| ------------------------------------------------------------- |
| Когда еда была готова, он сказал кайои: "Иди и ешь свою еду". |

Порядок слов
Для маркизского языка характерен порядок слов типа VSO (verb-subject-object):
| A                                    | nonoho | ai  | hua  | mau | enana  | nel |
| ------------------------------------ | ------ | --- | ---- | --- | ------ | --- |
| IN                                   | live   | APH | that | DU  | person | now |
| Эти два человека просто жили вместе. |        |     |      |     |        |     |

| Mea                                              | meital | à  | haa-mate | i  | a  | Kae |
| ------------------------------------------------ | ------ | -- | -------- | -- | -- | --- |
| thing                                            | good   | IN | CAUS-die | DO | PS | Kae |
| (Было бы) хорошо, если бы (кто-нибудь) убил Каэ. |        |    |          |    |    |     |

## Фонология
В маркизском языке 10 согласных и 5 гласных.
Маркизские языки обладают интересной особенностью, почти повсеместной заменой /r/ или /l / на /ʔ/ (гортанная остановка).
Фонология маркизских языков отличается редкостью согласных и относительным изобилием гласных.
Из этих согласных /ŋ/ встречается только в восточном Нуку-Хива, а /f/ только в южных маркизских диалектах. В письменной форме фонема /ŋ/ встречается как <n(g)>, а /ʔ/ пишется '.
Фонема /h/ представлена буквой <h>; но фонетически реализуется как [h], [x] или [s], это зависти от следующей гласной.
|             | Губной | Альвеолярный | Велярный | Гортанный |
| ----------- | ------ | ------------ | -------- | --------- |
| Взрывной    | p      | t            | k        | ʔ         |
| Фрикативный | f v    |              |          | h         |
| Носовой     | m      | n            | ŋ        |           |
| Жидкий      |        | r            |          |           |

| Ряд Подъём | Передний ряд | Передний ряд | Средний ряд | Средний ряд | Задний ряд | Задний ряд |
| ---------- | ------------ | ------------ | ----------- | ----------- | ---------- | ---------- |
| Ряд Подъём | Длинный      | Краткий      | Длинный     | Краткий     | Длинный    | Краткий    |
| Высокий    | i:           | i            |             |             | u:         | u          |
| Средний    | e:           | e            |             |             | o:         | o          |
| Низкий     |              |              | a:          | a           |            |            |

## Морфосинтаксис

#### Словосочетания с существительными и глаголами
Глагольные частицы ставятся перед глаголом, который они изменяют.
| Глагольные частицы | Глагольные частицы | Пример                       | Пример в предложении                                          |
| ------------------ | ------------------ | ---------------------------- | ------------------------------------------------------------- |
| Прошедшее время    | i                  | i ui (спросил)               | te mehai i iu (спросил юноша)                                 |
| Настоящее время    | te...nei           | te maakau nei (мыслить)      | te maakau nei au i tuu kui (я думаю о своей матери)           |
| Совершенный вид    | u/ua               | u hanau (родился)            | u hanau au i Hakehatau (я родился в Хакехатау)                |
| Несовершенный вид  | e                  | e hee (собирается)           | e hee koe i hea (куда ты идёшь?)                              |
| Начинательный      | atahi a            | atahi a kai (затем они едят) | iu pao taia, atahi a kai (...когда доешь это, тогда они едят) |
| Императив          | a                  | a hee! (вперёд!)             | a hee io te tante (идите к врачу)                             |

Именная фраза на маркизском - это любая фраза, начинающаяся либо с падежного знака, либо с определителя. Падежные знаки или предлоги всегда предшествуют определителям, которые, в свою очередь, предшествуют числительным знакам. Как таковые, все они предшествуют существительному, которое они изменяют.
Именные маркеры фраз
| Артикли                             | Артикли | Указательные | Указательные | Другое       | Другое   |
| ----------------------------------- | ------- | ------------ | ------------ | ------------ | -------- |
| определённое единственное число     | те/t-   | этот         | tenei        | определённый | титахи   |
| неопределенный                      | e/he    | это          | tena         | Другое       | тахипито |
| двойной /малочисленный определённый | na      | это          | чай          |              |          |
| анафорический                       | хуа     |              |              |              |          |

| Обозначения номинальных чисел | Числовые маркеры |
| ----------------------------- | ---------------- |
| двойной                       | mou              |
| двойной /малочисленный        | mau              |
| множественное число           | tau              |

Существует 11 личных местоимений, которые различаются по единственному, двойственному и множественному числу. Кроме этого, есть два других личных местоимения, которые различают обладание.
Местоимения
| Местоимение    | Единственное число | Двойной /малочисленный | Множественное число | Владение   |
| -------------- | ------------------ | ---------------------- | ------------------- | ---------- |
| 1.ps           | au/-'u             |                        |                     | tu'u       |
| 1.включительно |                    | taua                   | tatou               |            |
| 1.эксклюзивный |                    | maua                   | mataou              |            |
| 2.ps           | koe                | ko'ua                  | kotou               | to (англ.) |
| 3.ps           | ia                 | 'aua                   | 'atou               |            |

## Алфавит и графические особенности
A E F H I K M N O P R S T U V 
a e f h i k m n o p r s t u v 

## Список сокращений
PL - plural (множественное число)
SG - singular (единственное число)
IMP - imperative (повелительное наклонение)
PRF - perfect
DEF - determinant (определитель)

## Список использованной литературы
1. Viktor Krupa, Institute of Oriental Studies,Slovak Academy of Sciences, - Complex sentence including a temporal clause problems of marquesan syntax (2008)
2. Grammaire et dictionnaire de la langue des Iles Marquises - Marquisien - Français (Париж, Institut d'Ethnologie, 1931 r.) (Ha французском)